# Суннитский треугольник

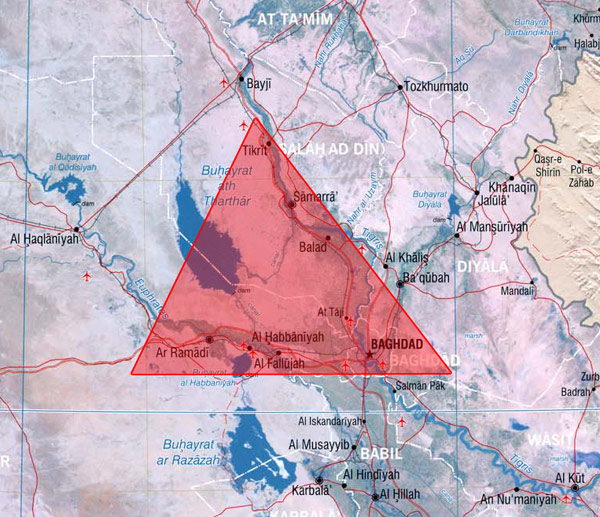
«Суннитский треугольник»

«Сунни́тский треуго́льник» — условный район на территории Ирака к северу и западу от Багдада, получивший известность во время войны в Ираке.

## Происхождение названия
Название появилось еще до вторжения в страну войск международной коалиции в 2003 году. Оно обозначает территорию, на которой преобладает арабское суннитское население (севернее её значительную часть населения составляют курды, а южнее — арабы-шииты). Приблизительными вершинами «суннитского треугольника» являются города Багдад, Тикрит и Рамади.

## Война в Ираке
В связи с боевыми действиями в Ираке название «суннитский треугольник» впервые было упомянуто 10 июня 2003 года в статье «Нью-Йорк Таймс», посвящённой началу в этом районе американской военной операции «Peninsula Strike». Именно в этом районе партизанские действия против сил коалиции впервые приобрели организованный характер.
С середины 2003 года до конца 2004 года «суннитский треугольник» являлся основным оплотом сил сопротивления. Город Фаллуджа долгое время фактически не контролировался войсками коалиции и стал главной базой для антикоалиционных сил.
В ноябре 2004 года войска США установили контроль над Фаллуджей. После этого центр боевых действий между силами коалиции и партизанами переместился в Рамади и далее на запад, к ирако-сирийской границе.